# В'яззя
В'яззя (біл. вёска Вязье) — село в складі Березинського району Мінської області, Білорусь. Село підпорядковане Погостівській сільській раді, розташоване в східній частині області.